# Kate Williams
Kate Williams, född i december 1941 i London, England, är en brittisk skådespelare. 
Williams har bland annat medverkat i Quadrophenia (1979), Berkeley Square (1998) och EastEnders (2006–2010). 

## Filmografi i urval
- 1967 – Stackars flicka
- 1969–1970 – Busskisarna (TV-serie)
- 1972–1976 – Love Thy Neighbour (TV-serie)
- 1973 – Semester med busskisarna
- 1979 – Quadrophenia
- 1983–1985 – Änkorna (TV-serie)
- 1984 – Kommissarie Maggie (TV-serie)
- 1985–1997 – The Bill (TV-serie)
- 1987 – Lilla Dorrit
- 1988 – Sagor för stora barn (TV-serie)
- 1989–1994 – May to December (TV-serie)
- 1992 – Lovejoy (TV-serie)
- 1993 – The Mystery of Edwin Drood
- 1995 – She's Out (TV-serie)
- 1998 – Berkeley Square (TV-serie)
- 2002–2010 – Tyst vittne (TV-serie)
- 2006–2010 – EastEnders (TV-serie)
- 2011 – Holby City (TV-serie)
- 2014 – Casualty (TV-serie)
- 2017 – Barnmorskan i East End (TV-serie)
- 2021 – Saknad, aldrig glömd (TV-serie)